# Morti nel 1049
| Questa pagina contiene informazioni ricavate automaticamente dalle voci biografiche con l'ausilio del template Bio e di un bot. L'aggiornamento è periodico e automatico e ricostruisce completamente la pagina. Se manca una persona in questa lista, sei pregato di non aggiungerla, ma accertati piuttosto che la sua voce biografica contenga il template Bio e che i dati anagrafici siano correttamente compilati. Se il template Bio manca, inseriscilo tu stesso o, in alternativa, metti l'avviso {{tmp\|Bio}} che ne segnala la mancanza. Se i dati riportati sono sbagliati, correggi direttamente la voce biografica; le modifiche saranno visibili in questa lista entro pochi giorni. Per chiarimenti vedi il progetto biografie. La lista contiene solo le 9 persone che sono citate nell'enciclopedia e per le quali è stato implementato correttamente il template Bio. Pagina aggiornata al 19 ott 2024. |

- 13 gennaio - Teodorico IV d'Olanda, conte
- 3 luglio - Ermanno di Hainaut, nobile fiammingo
- 21 agosto - Bruno II di Verden, vescovo e abate tedesco
- 1º dicembre - Gilberga di Foix, nobile francese
- Beorn Estrithson, nobile anglosassone
- Elia I, vescovo cristiano orientale siro
- Odilone di Cluny, abate e santo francese (n. 961)
- Orso Orseolo, patriarca cattolico e politico italiano (n. 988)
- Abu Saʿīd ibn Abi l-Khayr, mistico persiano (n. 967)